# La volata di Calò
La volata di Calò è un romanzo sulla vita di Calogero Montante scritto da Gaetano Savatteri, con un racconto di Andrea Camilleri, pubblicato dall'editore Sellerio il 5 maggio 2008.

## La volata di Calò
Questo nuovo romanzo di Gaetano Savatteri, scrittore e giornalista di origini agrigentine, narra la storia della vita, che sa di leggenda di Calò, Calogero Montante, che s'incontrerà con quella di Camilleri nel 1943, nella Sicilia che conosce da vicino le devastazioni della guerra dopo lo sbarco degli anglo-americani.
L'incontro tra i due personaggi in realtà non avverrà mai ma un oggetto collegherà le loro vite: una bicicletta "Montante". In quell'estate del '43 Calò combatte sul fronte jugoslavo mentre Camilleri, che da quindici giorni non ha più notizie del padre si avventura insieme a suo cugino Alfredo in una lunga marcia di cinquantacinque chilometri da Serradifalco a Porto Empedocle pedalando su una bicicletta "Montante" prestatagli dalla zia Concettina.
La storia di Calò comincia proprio a Serradifalco dove nasce nel 1908 in una Sicilia che è rimasta ferma alla storia ottocentesca delle zolfare di Verga. Miniere di zolfo «che avevano nomi terribili e suggestivi», Rabbione, Giulfo, Stincone, Apaforte, Marici, Dragaito, «un presepe infernale gravido di fumi, di aria irrespirabile, di sotterranea violenza, di carrettieri prepotenti, picconieri ubriachi, carusi (ragazzini) piegati e piagati, soprastanti mafiosi».
È quella agli inizi del secolo una Sicilia dove l'unica via di scampo è la fuga «all'America» dove alla dogana di Ellis Island si accalcano i migranti per essere registrati: tra questi i settantuno Montante di Serradifalco. Ma il piccolo Calò è stato fortunato: è nato in una famiglia benestante di proprietari terrieri che al contrario dei suoi parenti non sono stati costretti ad abbandonare la loro terra in cerca di fortuna. Calò cresce nell'officina di fabbro di suo zio dove giunge l'eco dei grandi protagonisti dei primi giri d'Italia: Binda, Guerra, Girardengo.
Calò racconterà come da allora penserà di costruire con le sue mani una bicicletta tutta sua: «Era un sogno che mi portavo dietro fin da bambino. Erano tempi duri, la bicicletta era un mezzo di trasporto per pochi facoltosi. Una bici da corsa poi… Ma la mia passione era troppo forte, così mi costruii la mia prima bici Montante per correre la mia prima corsa».
Nel 1926 Calò impianta a Serradifalco, in Via Dante, la sua fabbrica di biciclette da corsa sfidando la concorrenza della mitica Bianchi, sul mercato dal 1885, fornitrice della Real Casa e partecipante ufficiale al Giro d'Italia. Cominciando dai telai per biciclette Calò inizia ad essere conosciuto e partecipa per la prima volta al Giro d'Italia con una squadra di otto corridori, lui compreso, con le divise confezionate da una sarta di Caltanissetta.
Racconta Calò «Le strade non erano come adesso, il fondo era in terra battuta, sterrato, con il rischio sempre di bucare e cadere. A volte rimanevamo fuori per giorni, ci spingevamo fino ad Agrigento portando con noi solo il necessario: una mantellina per la pioggia, un ricambio di scarpe e la biancheria. Per mangiare ci portavamo del pane e la frutta che trovavamo nei campi, i fichi d´India... Dormivamo sotto le stelle, abbracciati alla nostra bicicletta».
Inizia così la lunga volata di Calò come imprenditore, gira l'Italia per le forniture dei pezzi dei suoi bici, riesce ad ottenere i primi appalti per i Regi Carabinieri che apprezzano la bicicletta, fatta tutta in Sicilia, a gomme piene, ben rifinita e robusta.
Scoppia la guerra nel 1940 e tutto si ferma. Nel 1956 dopo una faticosa ricostruzione nel dopoguerra , la Cicli Montante è ormai un'industria ben avviata che produce ammortizzatori per veicoli.
Nel 2000 Calò, a novantadue anni, muore: esempio d'imprenditore moderno ed eroico per quella Sicilia di Serradifalco che come scrive Savatteri «sta dentro un triangolo della mappa criminale con paesi come Riesi, Villalba, Mussomeli in cui vivevano e dominavano famiglie di livello all'interno di Cosa nostra di quegli anni, come i Calò e i Vizzini. Ebbene, già il fatto di non aver cercato la protezione mafiosa in quegli anni mi è sembrato fosse abbastanza per far diventare la storia di Calogero Montante una storia di piccolo eroismo. La storia di chi arriva a tarda età... cercando di essere dignitosamente onesto».

## La volata di Camilleri
Il giovane Camilleri di appena diciassette anni, riparato con la famiglia per sfuggire ai bombardamenti nella campagna di Serradifalco, da due settimane non ha più notizie del padre, funzionario di dogana, rimasto a Porto Empedocle, martoriata dai bombardamenti tedeschi sul porto dove gli anglo-americani hanno costituito una testa di ponte. Nonostante i giustificati timori della famiglia per la sua incolumità, Camilleri decide di fare una volata a Porto Empedocle per sincerarsi della sorte del padre e con la bicicletta Montante, datagli in prestito dalla zia Concettina, assieme ad un suo cugino, anche lui privo di notizie della sua famiglia, inizia la sua avventura ciclistica.

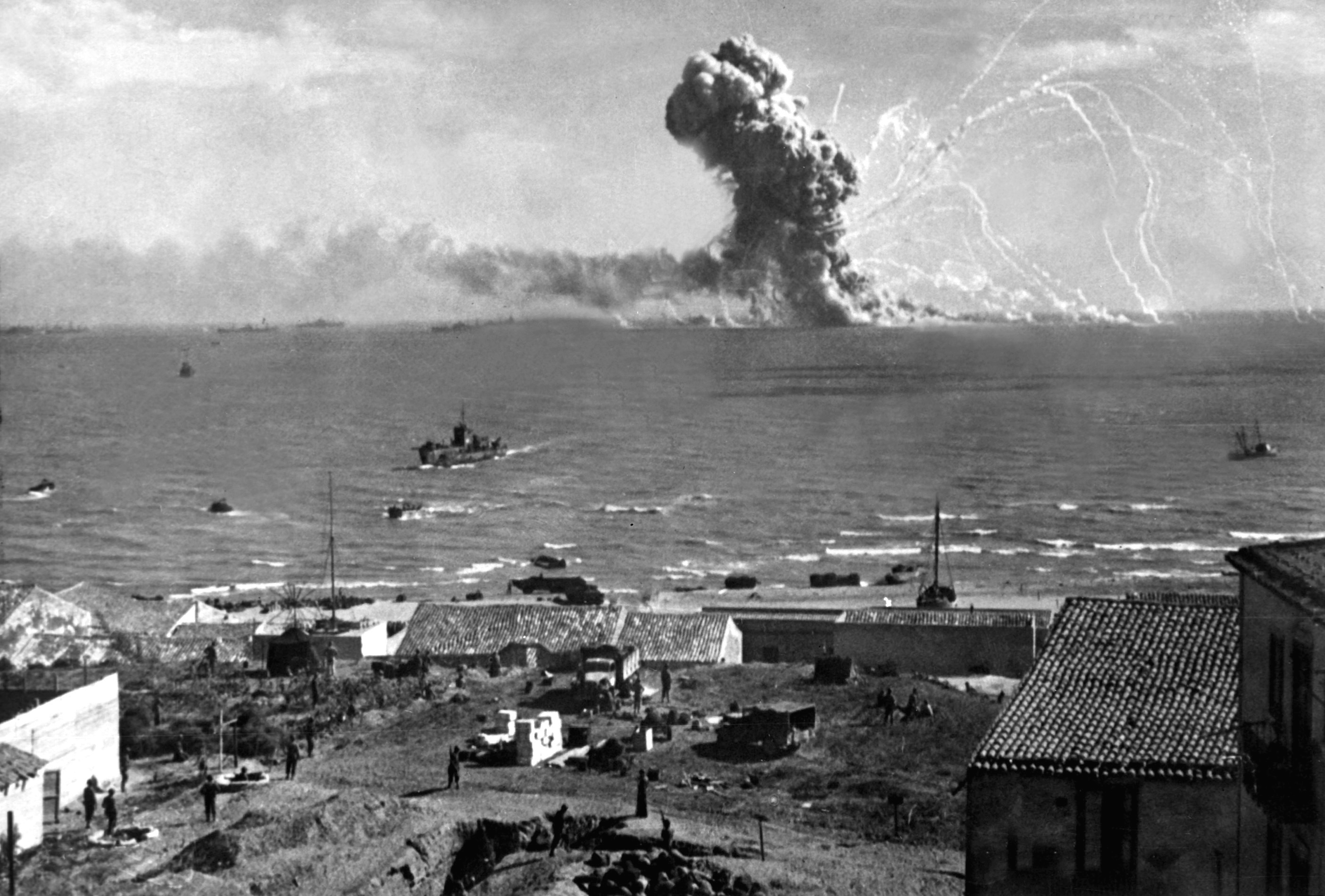
Nave inglese colpita da un bombardiere tedesco durante lo sbarco a Gela l'11 luglio del 1943

Le strade attraversate dai due giovani sono tutte buche ridotte a un tappeto di macerie e schegge sulle quali la bicicletta di Alfredo non fa che forare le gomme. Camilleri decide di lasciare indietro il cugino e di avanzare per conto suo. La sua bicicletta Montante sembrava indistruttibile. 
Il panorama che si presenta al ragazzo è terribile: boschi interamente bruciati ed anneriti, il corpo di un carrista italiano riverso sulla torretta del suo carro armato e vicino ad un pacchetto di lettere che Camilleri pietosamente raccoglie per restituirle alla famiglia del morto. Tutt'intorno cadaveri: un odore terribile reso più acuto dal caldo insopportabile di quel mese di luglio.
Mentre Camilleri fa la sua tappa di cinquantacinque chilometri incomincia a spogliarsi non solo per il caldo torrido ma perché in questo modo gli sembra di liberarsi dalle scorie della guerra e della dittatura. Liberarsi dei vestiti fino a rimanere in mutande e sandali, è una specie di purificazione, di rinascita. Arrivato finalmente a Porto Empedocle assiste a uno spettacolo incredibile. Dal porto non si vede il mare perché è ricoperto letteralmente dall'enorme flotta anglo-americana. «Si potrebbe arrivare a piedi in Tunisia» dice un passante esterrefatto come lui dallo spettacolo.
Il padre è vivo, gli alleati lo hanno nominato "Master harbor", comandante civile del porto, ed è preso dal suo lavoro: manda quindi il figlio alla loro casa che nel frattempo, essendo l'unica rimasta dotata di una vasca, è diventata meta di soldati americani che, in una fila che comincia dal portone, muniti di sapone e asiugamano, aspettano il loro turno per lavarsi. A Camilleri lasciano però il primo posto. La casa è stata completamente spogliata dagli sciacalli e il giovane per riposarsi dovrà servirsi di una branda militare procuratagli dal padre:

## Edizioni
- Gaetano Savatteri Andrea Camilleri, La volata di Calò. Con uno scritto di Andrea Camilleri, Prima ed., collana fuori collana, Sellerio Editore Palermo, 2008,  p. 124, ISBN 88-389-2314-0.